# Emilie Kaula
Isabella Emilie Kaula (Karlsruhe, 9 de julho de 1833 - Munique, 29 de setembro de 1912) foi uma cantora alemã e professora de canto.

## Biografia
Isabella Emilie Kaula era filha do advogado Veit Ettlinger e sua segunda esposa, Sarah Kaula Sophie, de Augsburg. Como cantora no coro misto de Karlsruhe Cäcilienvereins, ela recebeu seu primeiro treinamento de voz com o cantor de Ópera Anton Haizinger. Entre os anos 1858 a 1861 fficou com seu irmão em Paris. Através de seu primo, o compositor Friedrich Gernsheim, que também morava em Paris na época, ela entrou em contato com Júlio Stockhausen, em cujo coro ele liderou, juntamente com a cantora e professora de canto Pauline Viardot-Garcia, ambos influenciando seu desenvolvimento vocal. O círculo de amigos do primo incluíam, entre outros, o compositor Camille Saint-Saëns, o maestro Édouard Colonne e as Violinistas Teresa e Maria Milanollo, bem como os irmãos Hermann Levi e Wilhelm Levi.
De volta à Alemanha, casou-se em 1861, com o banqueiro Hermann (Hirsch) Kaula de Harburg, um parente de sua mãe. Pouco tempo depois, o casal mudou-se para Munique, onde Kaula abriu um negócio bancário e foi nomeado para o júri no Tribunal do Circuito de Munique. Do casamento, vieram dois filhos, Margaret e Friedrich (Salomon).
Em Munique, Emilie Kaula continuou a ter aulas de canto - entre outras, com a cantora de Wagner Caroline Leonoff (1842-1888, casada com Kempter em 1871) - e com os quais iniciou um quarteto vocal. Através da mediação do regresso a Munique, Hermann Levi veio como convidado do seu salão musical, juntamente com os ainda desconhecidos compositores Johannes Brahms e Richard Strauss, que apresentaram ali as suas primeiras composições. Outros visitantes incluíam Felix Mottl, Felix vom Rath e Max von Schillings, bem como Ludwig Thuille e seu pupilo Julius Weismann.
Em 1876, após a morte de seu marido, Emilie Kaula, ela mesma uma soprano, tornou-se professora de canto. Seus alunos incluíram, entre outros, a posterior cantora de shows Pia von Sicherer (1854-1922), Fritz Rémond, Clara Weber, a soprano e atriz Charlotte Castle (1871-1911) e a norueguesa Elisabeth Munthe-Kaas (1882-1959). Seu quarteto vocal a levou a um coro maior, que ocasionalmente era capaz de contar, entre outros, com Joseph Rubinstein e Wilhelm Kienzl.
Na década de 1880, ela organizou juntamente com seus alunos várias apresentações, como por exemplo, The Wood Thief de Heinrich Marschner, João de Paris, de François-Adrien Boieldieu, o singspiel Os Conspiradores (A Guerra Doméstica), de Franz Schubert, a ópera cômica Maçons e Instaladores de Daniel-François-Esprit de Auber ou Boa Noite, Senhor Pantalon de Albert Grisar.
Ela foi amiga e aliada da ativista dos direitos das mulheres de Munique Hedwig Pringsheim.